# Auf der Kugel stand kein Name
Auf der Kugel stand kein Name (englisch: No Name on the Bullet) ist ein US-amerikanischer Western von Jack Arnold aus dem Jahr 1959 nach einer Geschichte von Howard Arnacker. Der Film startete am 28. August 1959 in den deutschen Kinos.

## Inhalt
Der Auftragskiller John Gant taucht in Lordsburg auf. Gant ist bekannt dafür, seine Gegner so lange zu provozieren, dass diese zuerst zur Waffe greifen. Dadurch handelt Gant rechtlich gesehen stets in Notwehr und gesetzeskonform.
Unter den Bürgern breitet sich schnell ein mulmiges Gefühl aus. Einige Bürger vermuten sich selbst als Ziel des Revolverhelden und meinen zu wissen, wer Gant beauftragt habe.
Hierzu zählen der Bankbesitzer Ted Pierce, der Geschäftsmann Earl Stricker und der Farmer Ben Chaffee, die ein dubioses Geschäft um eine Mine verbindet. Auch Henry Reeger hat sich mit illegalen Geschäften in der Vergangenheit Feinde geschaffen.
Lediglich Dr. Luke Canfield, Arzt der Stadt und Sohn des Schmiedes, freundet sich mit Gant zunächst an.
Je länger sich Gant in der Stadt aufhält, desto mehr verdächtigen sich die Bewohner gegenseitig, den Revolverhelden beauftragt zu haben. Viele meinen, ein Gespräch zwischen Gant und seinem offensichtlichen Auftraggeber aufgeschnappt zu haben.
Stricker und Pierce suchen das direkte Gespräch mit Gant und bieten ihm das Doppelte seiner Auftragssumme für den Fall, dass er die Stadt verlassen sollte. Gant lehnt ab.
In Panik begeht Pierce schließlich in seiner Bank Selbstmord, während Gant mit Canfield am Schachspielen ist. Daraufhin versucht Sheriff Buck Hastings, den Revolverhelden als mutmaßlichen Verursacher der Panik der Stadt zu verweisen. Auch der Sheriff lässt sich verleiten, Gant mit der Waffe zu bedrohen, woraufhin Gant ihn verletzt.
Lou Fraden vermutet sich selber als Ziel, da er vor einigen Jahren jemandem die Frau ausgespannt hat. Er stellt Gant angetrunken im Saloon, flüchtet aber schließlich vor dem selbstsicheren Revolverhelden.
Im Gespräch mit Hastings, Luke und dessen Verlobter Anne äußert Annes schwerkranker Vater, der pensionierte Richter Benson, die Auffassung, man könne Gant nur besiegen, wenn man sich nicht verteidige.
Als mehrere aufgebrachte Bürger Gant aus der Stadt treiben wollen, bleibt dieser gelassen. Er stimmt dem aufgebrachten Mob zu, nicht alle erschießen zu können, sagt aber, er wisse, wo er anzufangen habe, und zählt die Namen der Anführer Stricker und Reeger auf. Die Gruppe löst sich daraufhin auf.
Ben Chaffee fühlt sich ebenfalls als Ziel Gants, angestiftet von Stricker wegen des Betrugs mit der Mine. Er reitet mit seinen Männern nach Lordsburg und beginnt eine Schießerei mit Stricker und seinen Männern, in deren Verlauf sowohl Stricker wie auch Chaffee umkommen.
In der Zwischenzeit hat Anne eine alte Aufzeichnung ihres Vaters entdeckt, die sein Mitwirken an der illegalen Benennung des amtierenden Gouverneurs und seines Stellvertreters beweist. Darauf wird Anne das Ziel des Revolverhelden klar: er hat es auf ihren Vater abgesehen, der selber vorgeschlagen hat, sich nicht zu wehren.
Sie begibt sich in die Stadt, um Gant davon zu überzeugen, ihren kranken Vater zu verschonen. Im Gespräch mit Gant verrät sie sogar den Plan des alten Richters, sich nicht zu wehren, wenn er provoziert würde.
Gant reißt daraufhin Anne ein Stück ihrer Bluse vom Körper, sperrt sie in einen Nebenraum und verlässt die Stadt in Richtung der Benson-Farm. Dort wartet bereits der Richter, dem sein Verschulden klar ist. Wie beabsichtigt, lässt er sich nicht provozieren. Erst als Gant das Stück Stoff von Annes Bluse vorzeigt und vorgibt, sich an ihr vergangen zu haben, kann der Richter sich nicht mehr beherrschen. Gant verlässt das Gebäude, der Richter folgt ihm mit einem Gewehr. Bevor er aber auf Gant schießen kann, bekommt er einen Herzinfarkt und verstirbt auf den Treppenstufen vor den Augen des überraschten Revolverhelden.
Luke und sein Vater befreien Anne und erreichen die Farm danach zu spät, um den Richter noch lebend vorzufinden. Gant kann sich nur mit einem Pistolenschuss in Lukes Schulter dem Angriff entziehen. Dieser trifft Gant mit einem geworfenen Schmiedehammer am rechten Arm. Gant ist darauf unfähig, seine Waffe zu benutzen. Als Lukes Vater seinem Sohn berichtet, dass der alte Richter gar nicht von Gant erschossen wurde, wird Luke klar, dass er Gant mit dieser ihn handlungsunfähig machenden Verletzung in den sicheren Tod schickt.
Das Angebot, sich den Arm anzuschauen, lehnt Gant mit den Worten „alles hat mal ein Ende“ ab.

## Synchronisation
Die deutsche Synchronfassung entstand 1959 bei der Berliner Synchron GmbH unter der Synchronregie von Klaus von Wahl nach dem Dialogbuch von Klaus E. Laurien.
| Darsteller      | Rolle                   | Synchronsprecher      |
| --------------- | ----------------------- | --------------------- |
| Audie Murphy    | John Gant               | Eckart Dux            |
| Charles Drake   | Luke Canfield           | Gert Günther Hoffmann |
| Joan Evans      | Anne Benson             | Karin Hübner          |
| R. G. Armstrong | Asa Canfield            | Franz Nicklisch       |
| Willis Bouchey  | Buck Hastings           | Paul Wagner           |
| Jerry Paris     | Dep. Shf. Harold Miller | Horst Naumann         |
| Karl Swenson    | Earl Stricker           | Friedrich Joloff      |
| Scott Simon     | Henry Reeger            | Arnold Marquis        |
| Whit Bissell    | Ted Pierce              | Kurt Waitzmann        |
| John Alderson   | Ben Chaffee             | Eduard Wandrey        |
| Hank Petterson  | Charlie                 | Robert Klupp          |
| Charles Watts   | Sam                     | Clemens Hasse         |

## Kritik
Cinema betitelte den Western als „packendes Lehrstück über Kleinstadt-Paranoia“. Das Werk sei „ein Klassiker des B-Films: B wie billig, aber besonders“. Das Fazit lautete: „Klein und fein: ein Western-Juwel“.
Das Portal Kino.de bescheinigt dem Film Spannung und zählte den Film zu den besseren Murphys.

## DVD
Eine deutsche Veröffentlichung des Films auf DVD erschien 2010. Die Blu-ray Disc wurde 2017 veröffentlicht.